# District d'Aktogaï (oblys de Karaganda)
Pour l’article homonyme, voir District d’Aktogaï (oblys de Pavlodar).
Le district d'Aktogaï  (en kazakh : Ақтоғай ауданы) est un district de l'oblys de Karaganda au Kazakhstan.

## Géographie
Le centre administratif du district est la ville d'Aktogaï .

## Démographie
En  2013, le district a une population de 18 497 habitants.